# 中国人民解放军第6916工厂
中国人民解放军第六九一六工厂，又名廊坊第六九一六仪器厂，是一家位于中华人民共和国河北省廊坊市的军工企业，成立于1989年，隶属于中国人民解放军火箭军。
1987年，国务院办公厅、中央军委办公厅批转国家计委、国防科工委《关于撤销核工业部青海二二一厂的请示》，二二一厂撤销。一部分二二一厂职工被安置到河北廊坊新建的仪器仪表厂，即6916厂。
据2017年资料，廊坊第六九一六仪器厂厂区面积28.21万平方米，总资产5.79亿元人民币，职工约一千人。